# 弗泰爾 (愛荷華州)
弗泰爾（英語：Fertile）是一個位於美國愛荷華州沃思縣的城市。

## 地理
弗泰爾的座標為43°15′53″N 93°25′16″W / 43.26472°N 93.42111°W，而該地的平均海拔高度為357米（即1151英尺）。

## 人口
根據2010年美國人口普查的數據，弗泰爾的面積為2.43平方千米，當中陸地面積為2.43平方千米，而水域面積為0.00平方千米。當地共有人口370人，而人口密度為每平方千米152人。